# Guilherme de Cássio Alves
Guilherme de Cássio Alves (Marília (SP), 8 de maig de 1974) és un exfutbolista brasiler, que jugava de davanter.
El 1993 va guanyar la Copa Libertadores i la Intercontinental amb el São Paulo. El 1999 guanyaria el torneig Rio-São Paulo amb Vasco da Gama.

## Trajectòria
Es va fer famós en la seua etapa a l'Atlético Mineiro, entre 1999 i 2003. En el 99, va batre el rècord golejador al Campionat brasiler amb 29 dianes.
Va iniciar la seua carrera al MAC (Linda Athletic Club) el 1992, tot cridant prompte l'atenció del São Paulo de Tele Santana. Ací va estar fins començaments de 1995, quan va fitxar pel Rayo Vallecano de la lliga espanyola, on va deixar grans actuacions.
El 1997 retorna al seu país, a les files del Gremio, i a l'any següent marxa al Vasco da Gama, abans d'arribar a l'Atlético Mineiro, on va desenvolupar el millor moment de la seua carrera.
En la seua etapa amb el Corinthians, va patir un accident de trànsit (en què van morir dues persones) que el va afectar psicològicament, i que va suposar un punt d'inflexió en la seua trajectòria.
Més tard va militar en l'equip saudita d'Al Ittihad i en altres clubs del seu país abans de retirar-se el 2005.
Guilherme va ser internacional amb la selecció brasilera en sis cops i va marcar un gol. Va formar part del combinat del seu país que va anar a la Copa Amèrica del 2001.